# Paprika (anime)
Paprika (パプリカ, Papurika) també coneguda com a Paprika, detectiu dels somnis, és una pel·lícula animada de ciència-ficció japonesa estrenada en 2006, basada en la novel·la homònima de Yasutaka Tsutsui de 1993. Tracta sobre la invenció d'un dispositiu anomenat "Mini DC" que té la finalitat de permetre l'aparició de somnis lúcids. La pel·lícula va ser dirigida per Satoshi Kon, animada per Studios Madhouse, i produïda i distribuïda per Sony Pictures Entertainment. L'estrena de la cinta es va realitzar el 2 de setembre de 2006 en el marc del 63ª edició del Festival Internacional de Cinema de Venècia.
La pel·lícula comença amb Paprika tractant al detectiu Konakawa Toshimi, qui és víctima d'un somni recurrent que li produeix gran ansietat. Aquest tipus de sessió de conselleria no està oficialment reconeguda, sancionada ni legalitzada, motiu pel qual la doctora Atsuko Chiba i els seus col·laboradors han de ser cautelosos respecte a la premsa en relació amb la naturalesa del Mini DC i l'existència de Paprika. El seu millor aliat és el Doctor Kōsaku Tokita, el geni inventor del Mini DC. Lamentablement, abans que el govern pugui aprovar la llei que autoritzava l'ús del dispositiu, tres dels prototips són robats. A causa del seu caràcter inacabat, el Mini DC pot permetre a qualsevol entrar en els somnis d'una altra persona, donant-li l'oportunitat d'arribar tan lluny com la seva imaginació ho permeti.

## Argument
En un futur proper, la psiquiatra Atsuko Chiba (千葉敦子, Atsuko Chiba (千葉敦子)) ha utilitzat un mètode de teràpia revolucionari, gràcies a que forma part d'un projecte corporatiu, en el qual un grup d'investigadors estan realitzant un dispositiu per navegar de forma conscient a través dels somnis i millorar la detecció, anàlisi i solució de traumes psicològics.
Amb el coneixement del cap de l'equip, el doctor Osanai, la doctora Chiba, a través de la seva alter-ego anomenada Paprika, comença treballant amb el dispositiu per provar-ho i de pas ajudar els pacients psiquiàtrics fora del centre de recerca. El mètode de teràpia consisteix a introduir-se en la ment dels pacients per tractar les seves ansietats, veient els detalls dels somnis, evitant la necessitat que siguin narrats i amb la possibilitat de gravar-los.
Tres prototips experimentals són robats, desenvolupats per l'investigador principal i creador, el doctor Tokita, als quals encara no se'ls havien afegit les restriccions de seguretat, permetent a l'usuari veure els somnis i explorar els pensaments inconscients de les persones connectades a la màquina de psicoteràpia des de qualsevol lloc. Els lladres comencen a utilitzar-ho per envair les ments dels encarregats del desenvolupament, afectant-los durant el dia a causa de l'excessiu contacte que mantenen amb el Mini DC, i convertint a la doctora Chiba en la més susceptible a ser afectada. Convertida en Paprika, la doctora Atsuka Chiba realitzarà una recerca onírica per donar amb el causant del robatori i descobrir les seves veritables intencions.
La realitat i el somni es barregen mentre es revela que el causant de tot és el president de la companyia, mogut per desitjos de dominar el món i superar la seva minusvalidesa a partir de la creació d'un món a mida on controla els altres. Després de córrer diversos perills, la doctora el derrota i es casa amb Tokita.

## Repartiment
| Personatge             | Seiyū              |
| ---------------------- | ------------------ |
| Atsuko "Paprika" Chiba | Megumi Hayashibara |
| Toshimi Konakawa       | Akio Ōtsuka        |
| Dr. Torataro Shima     | Katsunosuke Hori   |
| Dr. Morio Osanai       | Kōichi Yamadera    |
| Dr. Kosaku Tokita      | Tōru Furuya        |
| Dr. Seijiro Inui       | Tōru Emori         |
| Hajime Himuro          | Daisuke Sakaguchi  |
| Yasushi Tsumura        | Mitsuo Iwata       |
| Nobue Kakimoto         | Rikako Aikawa      |
| Nina japonesa          | Satomi Kōrogi      |
| Sr. Jinnai             | Satoshi Kon        |
| Sr. Kuga               | Yasutaka Tsutsui   |

També van participar en la pel·lícula els seiyūs: Akiko Kawase, Anri Katsu, Eiji Miyashita, Hideyuki Tanaka, Kōzō Mite, Kumiko Izumi, Shinichiro Ota i Shinya Fukumatsu.

## Banda sonora
La música va ser composta per Susumu Hirasawa, qui va compondre la banda sonora de la guardonada pel·lícula de Kon titulada Millennium Actress, de la sèrie de televisió Paranoia Agent, i la major part de la banda sonora de Berserk. Aquest artista va utilitzar un sintetitzador Vocaloid per a les seves composicions.

### Llistat de cançons
1. "Parade" (パレード, Parēdo, 5:46)
2. Baikaiya (媒介野, "Mediational Field", 4:59)
3. Kairō no Shikaku (回廊の死角, "A Blind Spot in a Corridor", 1:59)
4. Sākasu e Yōkoso (サーカスへようこそ, "Welcome to the Circus", 1:00)
5. Kuragari no Ki (暗がりの木, "A Tree in the Dark", 1:26)
6. Nigerumono (逃げる者, "Escapee", 3:14)
7. "Lounge" (2:05)
8. Sono Kage (その影, "Shadow", 3:19)
9. Shizuku Ippai no Kioku (滴いっぱいの記憶, "A Drop Filled with Memories", 4:39)
10. Oumono (追う者, "Chaser", 3:03)
11. Yoki (予期, "Prediction", 1:44)
12. "Parade (instrumental)" (5:51)
13. Byakkoya no Musume (白虎野の娘, "The Girl in Byakkoya - White Tiger Field", 4:47)

## Estrena

### Festivals
Paprika va ser estrenada el 2 de setembre de 2006, en la 63a edició del Festival de Cinema de Venècia. Es va projectar en el 44è Festival de Cinema de Nova York, que va tenir lloc a l'octubre de 2006. Va competir al 19 Festival Internacional de Cinema de Tòquio entre el 21- 29 d'octubre de 2006, i també va ser la projecció d'obertura per al Festival d'Animació TIFF CG de 2006. També va competir en 27 Fantasporto del 23 de febrer al 3 de març de 2007. Paprika es va presentar al Festival de la flor de cirerer Nacional de 2007 a Washington, DC, la pel·lícula de cloenda de la Marató animat a la Freer Gallery del Smithsonian, i en el Philadelphia i Cherry Blossom Festival de 2007. Va participar en el Festival de Cinema de Sarasota, el 21 d'abril de 2007, a Sarasota, Florida. A més, s'ha mostrat en el 39è Festival Internacional de Cinema a Auckland, Nova Zelanda, el 22 de juliol de 2007.

## Recepció crítica
Paprika ha aconseguit una acceptació del 82% de les 83 ressenyes en el lloc Rotten Tomatoes i del 81% de les 26 del lloc en Metacritic. El realitzador anglès Terry Gilliam la va incloure en la seva llista de les 50 millors pel·lícules animades.

### Premis i nominacions
Paprika va rebre els següents premis i nominacions:
| Any  | Premi                                  | Categoria                                | Beneficiari | Resultat  |
| ---- | -------------------------------------- | ---------------------------------------- | ----------- | --------- |
| 2006 | Festival du nouveau cinéma de Montréal | Premi Public Choice                      | Satoshi Kon | Guanyador |
| 2006 | 63 Festival de Venècia                 | Lleó d'Or (Millor pel·lícula)            | Satoshi Kon | Nominat   |
| 2007 | Fantasporto                            | Premi Critics Choice (Prêmio da Crítica) | Satoshi Kon | Guanyador |
| 2007 | Newport Beach Film Festival            | Millor Pel·lícula d'Animació             | Satoshi Kon | Guanyador |
| 2007 | Online Film Critics Society            | Millor Pel·lícula d'Animació             |             | Nominat   |

## Adaptació en viu
Una adaptació en viu de Paprika, que seria dirigida per Wolfgang Petersen, estava en desenvolupament en 2010. No obstant això, des del llançament d'Origen, la pel·lícula de Christopher Nolan, que va sortir d'aquest mateix any i tenia una premissa similar, no hi ha hagut cap actualització significativa de si es produirà l'adaptació de Petersen.